# کالایه، پاکستان
کالایه (به انگلیسی: Kalaya) یک منطقهٔ مسکونی در پاکستان است که در اورکزی، پاکستان واقع شده‌است. کالایه ۱٬۶۴۵ متر بالاتر از سطح دریا واقع شده‌است.